# Songomani
Songomani är en ort i Komorerna.   Den ligger i distriktet Grande Comore, i den nordvästra delen av landet, 30 km norr om huvudstaden Moroni. Songomani ligger 17 meter över havet och antalet invånare är 409. Den ligger på ön Grande Comore.
Terrängen runt Songomani är kuperad åt sydost. Havet är nära Songomani åt nordväst. Runt Songomani är det tätbefolkat, med 411 invånare per kvadratkilometer. Närmaste större samhälle är Mitsamiouli, 1,1 km nordväst om Songomani. Omgivningarna runt Songomani är en mosaik av jordbruksmark och naturlig växtlighet.